# Coronel Oviedo
Coronel Oviedo é uma cidade do Paraguai. É a capital do departamento de Caaguazú, está a 150 quilômetros a leste de Assunção. É a cidade natal de Nicanor Duarte Frutos, tem uma população estimada de 52.400 habitantes (2006).
Uma cidade que possui uma imensa quantidade de motos devido ao baixo custo do referido meio de transporte , pelo meio do qual a população exerce suas funções cotidianas.
A cidade vem atraindo, cada vez mais, o investimento de diversos setores, tanto na área econômica, com a abertura de hipermercados multinacionais, como na área de educação e esportes, com a construção de sedes de importantes universidades do país e academias destinadas ao ensinamento de artes marciais (judô, Taekwondo, karatê), respectivamente.O comércio de peças na região é intenso, devido ao predomínio da prática agropecuária. Assim, destacam-se as lojas de peças de tratores, como a PORTOMAQ, pioneira no ramo.
O Paraguai, ao contrário do que muitos pensam, não é um país de contrabando, de traficantes, pelo contrário, a população do país é muito receptiva, trabalhadora, sonhadora e, principalmente, super educados com as pessoas.
É óbvio que como qualquer outro país , o Paraguai tem seus problemas: violência, corrupção, falta de hospitais. Porém isso não acontece só no Paraguai, esses problemas também são nítidos e perceptíveis em qualquer outro país da América Latina, como seus primos ricos Brasil e Argentina, por exemplo, sem citar a Venezuela. Porém , é um equívoco e um enorme erro tratar esse país e , sobretudo, seus moradores, com desrespeito, arrogância e prepotência. Geralmente isso parte de pessoas que nem sequer conhecem o país, ou que foram apenas até as cidades fronteiriças (Ciudad del Este e Pedro Juan Caballero) , onde predominam o comércio de produtos, alguns deles sim falsificados e contrabandeados. 
No entanto, o país é muito mais do que isso, tem uma cultura rica, lugares maravilhosos, comidas típicas e um povo acolhedor. Caacupé, San Bernardino, Asunción, Encarnación, Villarica, são cidades com excelentes opções de passeio e diversão, abrangendo conteúdos para jovens e idosos, desde questões religiosas à praias artificias.
A comida no país tem como base principal o milho, com o qual se faz o chipa guazu e a sopa paraguaia, que, de certa forma, se assemelham à pamonha. A carne também é muito boa , com destaque para a costela (costilla) feita no bafo e para o chorizo (linguiça). O churrasco, aliás , é, de certa forma, uma tradição familiar, sendo preparado em praticamente todos os finais de semana nas mais diversas casas do país, do interior à cidade grande. 
Uma grande vantagem do país são as enormes áreas verdes, ainda não há muita poluição, o ar é puro, bastante agradável.

## Transporte
O município de Coronel Oviedo é servido pelas seguintes rodovias:
- Ruta 02, que liga o município a Assunção.
- Ruta 07, que liga o município a Ciudad del Este e a Ponte da Amizade (BR-277 - estado do Paraná).
- Ruta 08, que liga San Estanislao (Departamento de San Pedro) a Coronel Bogado (Departamento de Itapúa).
- Caminho de pavimento ligando a cidade ao município de Mbocayaty del Guairá (Departamento de Guairá).[1][2][3]